# ごめんね、SUMMER
「ごめんね、SUMMER」（ごめんね サマー）は、日本の女性アイドルグループ・SKE48の楽曲。作詞は秋元康、作曲は俊龍が担当した。2010年7月7日に、SKE48の3作目のシングルとして日本クラウン(CROWN GOLD)から発売された。楽曲のセンターポジションは松井珠理奈と松井玲奈が務めた。

## 背景とリリース
前作「青空片想い」から約3か月ぶりのシングルである。SKE48のシングルとしては3枚目にして初めて通常盤が2タイプに増え、劇場盤と併せて全3タイプとなった。
「ごめんね、SUMMER」を歌う選抜メンバーは前作に続き7人で、2人が入れ替わった。石田安奈と木﨑ゆりあが新たに初めて選抜に入り、木下有希子と小木曽汐莉が選抜から外れた。選抜に入らなかったメンバーは、怪我で離脱している松下唯を除きいずれかのカップリング曲に参加している。
カップリングでは、前作の"チームB.L.T"が選抜以外全員だったのに対して、今作では2パートのアンダーガールズと、新たに"シアターガールズ"が組まれた。
アンダーガールズAの8人が歌う「少女は真夏に何をする？」は、周囲に反抗し真夏に思い切った行動をしてしまう少女の屈折した気持ちを歌う曲で、表題曲とは対照的。
アンダーガールズBの8人が歌う「羽豆岬」は愛知県知多郡南知多町に実在する羽豆岬をテーマにした懐かしさを感じさせるご当地ソングで、2012年10月に行われた楽曲人気投票コンサート「SKE48 リクエストアワーセットリストベスト50 2012」で1位に選ばれている。これはこの曲の歌唱メンバーで2012年に卒業することを発表していた平田璃香子（当時チームSリーダー）に感謝し卒業を見送るファンの気持ちが込められたものだった。
シアターガールズが歌う「ピノキオ軍（シアターガールズver.）」は元々チームS 3rd Stage「制服の芽」公演の楽曲で、このシングルでは別のメンバー構成で再録されている。
キャッチコピーは「夏の太陽にあやまりたいくらい、君が好きだ」。
CD発売に先がけ、表題曲「ごめんね、SUMMER」は、2010年6月16日より「着うた」をレコチョクにて配信。カップリングの「少女は真夏に何をする?」は、同日より「着うた」をDAM☆うたにて配信。「羽豆岬」は、同日より「着うた」をmusic.jpにて配信。「ピノキオ軍（シアターガールズver.）」は、同日より「着うた」をdwango.jpにて配信。シングル・リリース記念として、各サイトにてスペシャル・コンテンツを期間限定開設。

## 音楽性・批評
「ごめんね、SUMMER」は夏がテーマの曲で、男の子が恋している気持ちを、海にまつわる言葉で表現している。『CDジャーナル』によれば、性急な4つ打ちによるアップ・テンポな曲調で、夏らしいアイドル曲あるいは、サウンド・歌詞ともに王道のアイドル曲だと評されている。

## アートワーク
通常盤のジャケットは、表が松井珠理奈と松井玲奈の2人で、通常盤Aでは松井珠理奈がメイン、通常盤Bでは松井玲奈がメインの構図。2人は「W松井」などと呼ばれているが、2人だけの写真がジャケットとなるのは初めてだったという。裏は2タイプともに石田安奈・木﨑ゆりあ・高柳明音・向田茉夏・矢神久美の選抜5人。劇場盤のジャケットは、表が「ごめんね、SUMMER」の選抜メンバー7人で、裏が「アンダーガールズA」「アンダーガールズB」のメンバー各8人（計16人）。

## パフォーマンスと衣装
牧野アンナが振り付けを担当し、ダンスはキレを持たせながらも"かわいらしい"振り付けが施されている。
サビの「ごめんね、SUMMER」の所では、「あちゃー」と頭を抱えるときのように右手を頭に付けてそれを頭から離す仕草で「ごめんね」を示して、「SUMMER」は読みの「さまー」を数字の3（さん）と繋げて親指・人差し指・中指の3本だけを開いた指のサインで表現する。このサインは曲の最後の決めのポーズでも使われている。
また、同じくサビの「ハートにそっと 触れたくなった」の部分では、真ん中に立つメンバー（オリジナルでは向田茉夏）が両手でハートのサインを作り、それに前から重ねるように前に立つ2人（オリジナルでは松井珠理奈と松井玲奈の2人）が手を伸ばしながら指を合わせて同じハートを作る振りになっている。これに続く「僕のいたずら」の部分では、1人（オリジナルでは高柳明音）がアッカンベーをするように舌を出し目を閉じながら顔の横に両手を出してひらひらとさせ、いたずら相手をばかにする様子を可愛いらしく表現した特徴的な振り付けになっている。
また2番の歌い出し「白いかもめたちが 空を回って」の部分は、真ん中に2人（オリジナルでは松井珠理奈と松井玲奈の2人）が立って、その周りを5人のメンバーが両手を広げ上下させるかもめのポーズをしながらグルグルとまわる振り付けになっている。
衣装は、メンバーに合わせて白、紫、水色、橙色、黄色、黄緑、桃色の7色が割り当てられていて、服だけではなくアクセサリーや靴もそれぞれに割り当てられた色になっている。7人それぞれ形が違う明るい色のワンピースがメインとなっていて、これにネックレス、帽子、髪飾り、リストバンドなどのアクセサリーを付けている。

## ミュージック・ビデオ
「ごめんね、SUMMER」のPVは、小豆島で撮影された。観光名所となっている砂州の「エンジェルロード」でのダンスシーンや、メンバーが全力で走るシーンなどで構成され、ストーリー仕立てになっている。走るシーンには、「転校してしまう好きな男の子を追いかけている」「部活の朝練に遅れないよう走っている」などの設定があったという。
「少女は真夏に何をする？」のPVは、東京都渋谷・原宿の街中やファンションビルなどで撮影された。ダンスシーンは渋谷のライブハウス「WOMB」、カラオケのシーンは「カラオケ館」で撮影されている。

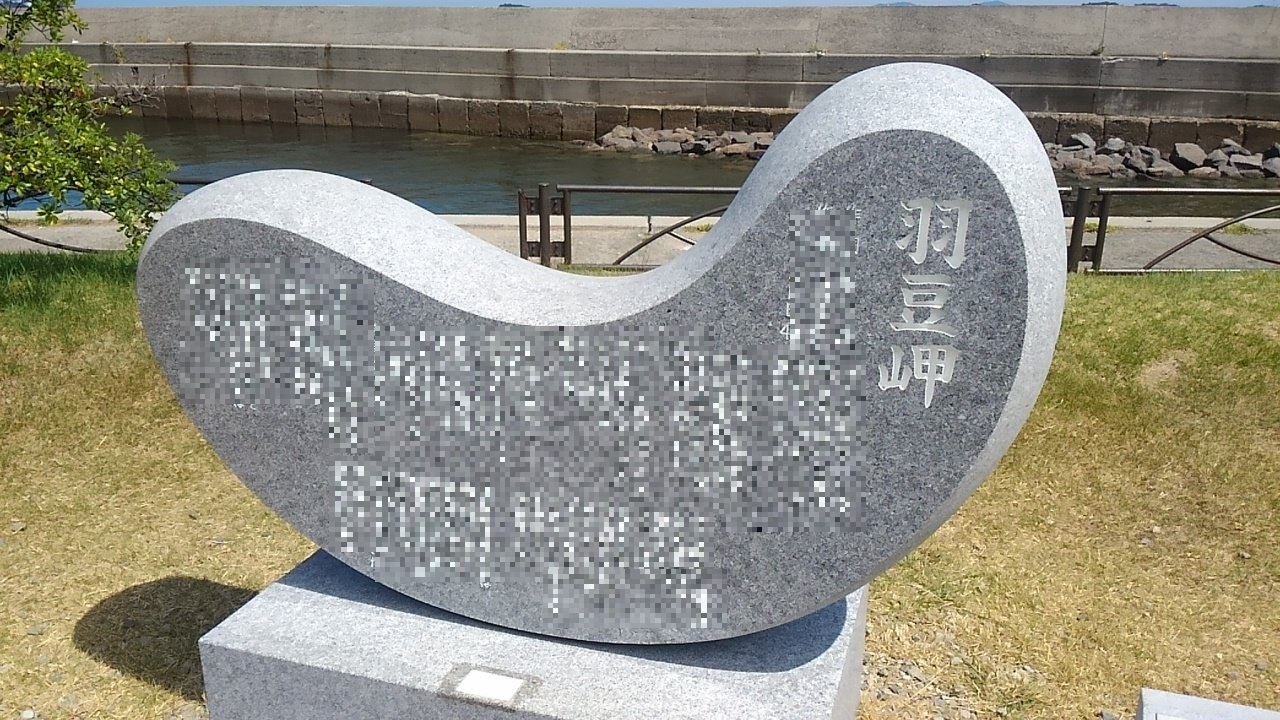
羽豆岬歌碑（歌詞部分モザイク処理済）

「羽豆岬」のPVは、現地（愛知県南知多町）羽豆岬の展望台や神社、師崎港、内海海水浴場のほか、隣接する美浜町の野間埼灯台や、知多市の新舞子マリンパークなどで撮影が行われた。2013年7月4日には同地に歌碑が設置された。また、現地を走るコミュニティバス「海っ子バス」の窓ガラスには歌碑建立式典の際に訪れたメンバーが書いたサインやメッセージが保存されている。
「ピノキオ軍」のPVは、陸上自衛隊富士学校・富士駐屯地で撮影された。

## メディアでの使用
TBS系列のバラエティ番組『ウンナンのラフな感じで。』の6月・7月度エンディング・テーマとして使用された。

## カバー
「ごめんね、SUMMER」は"Gomenne, Summer" (インドネシア語:"Maafkan, Summer") のタイトルでJKT48にカバーされており、2012年10月から大塚製薬「ポカリスエット」の現地CMソングに採用された。この曲を使用したCMは"POCARI SWEAT dan Love Letter"（ポカリスエットとラブレター）、"POCARI SWEAT dan Movie"（ポカリスエットと映画）、"POCARI SWEAT dan Presentation"（ポカリスエットとプレゼンテーション）の3パターンあり、順次公開された。AKB48からJKT48に移籍した仲川遥香、高城亜樹（当時）も出演している。また、2013年2月発売のアルバム"Heavy Rotation"にも収録されている。

## シングル収録トラック

### 通常盤A
| #  | タイトル                                                 | 作詞   | 作曲    | 編曲     | 時間 |
| -- | -------------------------------------------------------- | ------ | ------- | -------- | ---- |
| 1. | 「ごめんね、SUMMER」                                     | 秋元康 | 俊龍    | 原田ナオ | 4:05 |
| 2. | 「少女は真夏に何をする?」(アンダーガールズA)             | 秋元康 | Jupiter | 増田武史 | 4:30 |
| 3. | 「ピノキオ軍（シアターガールズver.）」(シアターガールズ) | 秋元康 | 横健介  | 武藤星児 | 2:46 |
| 4. | 「ごめんね、SUMMER（off vocal）」                        |        |         |          |      |
| 5. | 「少女は真夏に何をする?（off vocal）」                   |        |         |          |      |
| 6. | 「ピノキオ軍（シアターガールズver.）（off vocal）」      |        |         |          |      |

| #  | タイトル                                             | 作詞 | 作曲・編曲 |
| -- | ---------------------------------------------------- | ---- | ---------- |
| 1. | 「「ごめんね、SUMMER」Music Clip」                   |      |            |
| 2. | 「「少女は真夏に何をする?」Music Clip」              |      |            |
| 3. | 「「ピノキオ軍（シアターガールズver.）」Music Clip」 |      |            |

### 通常盤B
| #  | タイトル                                                 | 作詞   | 作曲       | 編曲     | 時間 |
| -- | -------------------------------------------------------- | ------ | ---------- | -------- | ---- |
| 1. | 「ごめんね、SUMMER」                                     | 秋元康 | 俊龍       | 原田ナオ | 4:04 |
| 2. | 「羽豆岬」(アンダーガールズB)                            | 秋元康 | 太田美知彦 | 樫原伸彦 | 5:01 |
| 3. | 「ピノキオ軍（シアターガールズver.）」(シアターガールズ) | 秋元康 | 横健介     | 武藤星児 | 2:46 |
| 4. | 「ごめんね、SUMMER（off vocal）」                        |        |            |          |      |
| 5. | 「羽豆岬（off vocal）」                                  |        |            |          |      |
| 6. | 「ピノキオ軍（シアターガールズver.）（off vocal）」      |        |            |          |      |

| #  | タイトル                                             | 作詞 | 作曲・編曲 |
| -- | ---------------------------------------------------- | ---- | ---------- |
| 1. | 「「ごめんね、SUMMER」Music Clip」                   |      |            |
| 2. | 「「羽豆岬」Music Clip」                             |      |            |
| 3. | 「「ピノキオ軍（シアターガールズver.）」Music Clip」 |      |            |

### 劇場盤
| #  | タイトル                                            | 作詞   | 作曲       | 編曲     | 時間 |
| -- | --------------------------------------------------- | ------ | ---------- | -------- | ---- |
| 1. | 「ごめんね、SUMMER」                                | 秋元康 | 俊龍       | 原田ナオ | 4:04 |
| 2. | 「少女は真夏に何をする?」(アンダーガールズA)        | 秋元康 | Jupiter    | 増田武史 | 4:30 |
| 3. | 「羽豆岬」(アンダーガールズB)                       | 秋元康 | 太田美知彦 | 樫原伸彦 | 5:01 |
| 4. | 「ピノキオ軍（シアターガールズver.）」              | 秋元康 | 横健介     | 武藤星児 | 2:46 |
| 5. | 「ごめんね、SUMMER（off vocal）」                   |        |            |          |      |
| 6. | 「少女は真夏に何をする?（off vocal）」              |        |            |          |      |
| 7. | 「羽豆岬（off vocal）」                             |        |            |          |      |
| 8. | 「ピノキオ軍（シアターガールズver.）（off vocal）」 |        |            |          |      |

## 選抜メンバー
- 石田安奈
- 木﨑ゆりあ
- 高柳明音
- 松井珠理奈
- 松井玲奈
- 向田茉夏
- 矢神久美